# Niszczyciele typu A (1929)
Niszczyciele typu A – typ brytyjskich niszczycieli zbudowanych na przełomie lat 20. i 30. XX wieku, służących w Royal Navy oraz Royal Canadian Navy podczas II wojny światowej.
Zbudowanych zostało jedenaście okrętów, w tym jeden lider (HMS „Codrington” (D65)) nieco powiększony względem pozostałych jednostek. Dziewięć jednostek służyło w marynarce wojennej Wielkiej Brytanii, pozostałe dwa w kanadyjskiej.
Pięć okrętów zostało zatopionych w wyniku działań wojennych, kolejne trzy zostały utracone w innych okolicznościach. Pozostałe niszczyciele wycofano ze służby w ciągu kilku lat po jej zakończeniu.

## Okręty
Royal Navy
- HMS „Codrington” (D65) (lider)
- HMS „Acasta” (H09)
- HMS „Achates” (H12)
- HMS „Active” (H14)(inne języki)
- HMS „Antelope” (H36)
- HMS „Anthony” (H40)(inne języki)
- HMS „Ardent” (H41)
- HMS „Arrow” (H42)
- HMS „Acheron” (H45)

 Royal Canadian Navy
- HMCS „Saguenay” (D79)
- HMCS „Skeena” (D59)